# 鶴雅ホールディングス
鶴雅ホールディングス（つるがホールディングス）は、北海道釧路市にある持株会社。

## 概要
1955年（昭和30年）に株式会社阿寒グランドホテルを設立し、翌年に阿寒グランドホテルが開業、1995年（平成7年）の創業40周年を機にホテル名に「鶴雅」を使用した。
「鶴雅」の名称に関して、「鶴」は「鶴は千年亀は万年」と末永い発展を願い、「雅」は平安時代の煌びやかさ、阿寒町の木（現在の釧路市の木）のエゾヤマザクラ、阿寒のマリモ・湖をイメージしたものとなっている。1980年代後半から抜本的な経営改善を断行してホテルの立て直しを図った。その後、北海道内から旅館やホテル再生の話が持ち込まれ、道東エリアだけではなく道央エリアや道南エリアにも進出していった。地球環境にやさしい旅館づくりを目指した省エネルギー「ゼロカーボンプロジェクト」を創設しており、平成23年度「新エネ大賞」資源エネルギー庁長官賞を受賞している。また、地域おこしに対しても積極的に取り組んでいる。

## 沿革
- 1955年（昭和30年）：株式会社阿寒グランドホテル設立[3]。
- 1956年（昭和31年）：阿寒グランドホテル開業[3]。
- 1994年（平成06年）：別館（「阿寒グランドホテル鶴雅」）完成[11]。
- 1995年（平成07年）：ホテル名に「鶴雅」を使用[12]。
- 2000年（平成12年）：「阿寒の森ホテル 花ゆう香」オープン[12]。
- 2002年（平成14年）：「サロマ湖 鶴雅リゾート」オープン[12]。あかん遊久の里 鶴雅がジェイティービー（JTB）による『サービス優秀旅館ホテル』最優秀賞受賞[13][14]。
- 2003年（平成15年）：大西雅之が「観光カリスマ」に選定[15]。
- 2004年（平成16年）：「あかん鶴雅別荘 鄙の座」オープン[12]。あかん遊久の里 鶴雅が日経MJによる『経営者が参考にしたい旅館』全国2位獲得[14]。
- 2006年（平成18年）：あかん遊久の里 鶴雅が観光新聞社主催の『旅のプロが選ぶ人気温泉旅館ホテル250選』総合1位獲得[14]。札幌国際大学と「観光人材養成講座」（鶴雅学）に調印し、翌年から年2回開講[16]。
- 2007年（平成19年）：「北天の丘 あばしり湖鶴雅リゾート」オープン[17]。あかん鶴雅別荘 鄙の座がジェイティービー（JTB）による『サービス優秀旅館ホテル』最優秀賞（小規模部門）受賞[14]。
- 2008年（平成20年）：「屈斜路湖ナチュラルオーベルジュ SORA」オープン[18]。
- 2009年（平成21年）：「しこつ湖鶴雅リゾートスパ 水の謌（うた）」オープン[19]。大西雅之が『観光庁長官表彰』受賞[20]。
- 2010年（平成22年）：しこつ湖鶴雅リゾートスパ 水の謌で『第12回日中韓三カ国環境大臣会合』（TEMM12）開催[21]。「定山渓鶴雅リゾートスパ 森の謌」オープン[22]。
- 2011年（平成23年）：「鶴雅レイク阿寒ロッジ トゥラノ」オープン[23]。
- 2012年（平成24年）：「あかん湖鶴雅リゾートスパ 鶴雅ウィングス」としてリニューアル[24]。鶴雅ウィングス庭園遊歩道が『釧路市景観賞』受賞[25]。
- 2013年（平成25年）：「ニセコ昆布温泉鶴雅別荘 杢の抄」オープン[26]。
- 2014年（平成26年）：「あかん遊久の里 鶴雅」と「あかん湖 鶴雅ウィングス」にリニューアル[27]。「鶴雅ブッフェダイニング札幌」オープン[28]。
- 2016年（平成28年）：持株会社制に移行し、鶴雅ホールディングス設立[29]。8月10日、「大沼鶴雅オーベルジュ エプイ」オープン[新聞 1]。『ジャパン・ツーリズム・アワード』ツーリズムビジネス部門（部門奨励賞）受賞[30]。阿寒湖温泉にある社員寮で認可外保育施設開設[31]。
- 2023年（令和5年）：壮瞥温泉に「洞爺湖鶴雅リゾート洸の謌」オープン予定[32]。

## 鶴雅グループ

### 道東
- あかん遊久の里 鶴雅（釧路市阿寒町）
- あかん湖 鶴雅ウィングス（釧路市阿寒町）
- あかん鶴雅別荘 鄙の座（釧路市阿寒町）
- 阿寒の森 鶴雅リゾート 花ゆう香（釧路市阿寒町）
- 鶴雅レイク阿寒ロッジ トゥラノ（釧路市阿寒町）
- 屈斜路湖鶴雅オーベルジュ SoRa（川上郡弟子屈町）
- サロマ湖鶴雅リゾート（北見市常呂町） - サロマ湖東急リゾート（1985年8月開業、2012年3月閉館）を経営譲受し開業[33][34]。
- 北天の丘 あばしり湖鶴雅リゾート（網走市）

### 道央
- 定山渓鶴雅リゾートスパ 森の謌（札幌市南区）
- 鶴雅ブッフェダイニング札幌（札幌市中央区）
- しこつ湖鶴雅リゾートスパ 水の謌（千歳市）
- ニセコ昆布温泉鶴雅別荘 杢の抄（虻田郡ニセコ町）

### 道南
- 大沼鶴雅オーベルジュ エプイ（亀田郡七飯町） - もとは北海道旅客鉄道（JR北海道）が所有し、同社グループの北海道キヨスク（当時）が運営していた「クロフォード・イン大沼」[35][36]。
- 洞爺湖鶴雅リゾート洸の謌（有珠郡壮瞥町） - 2023年4月オープン予定だが、もとは北海道電力が所有していた保養所「翠湖荘」[32]。

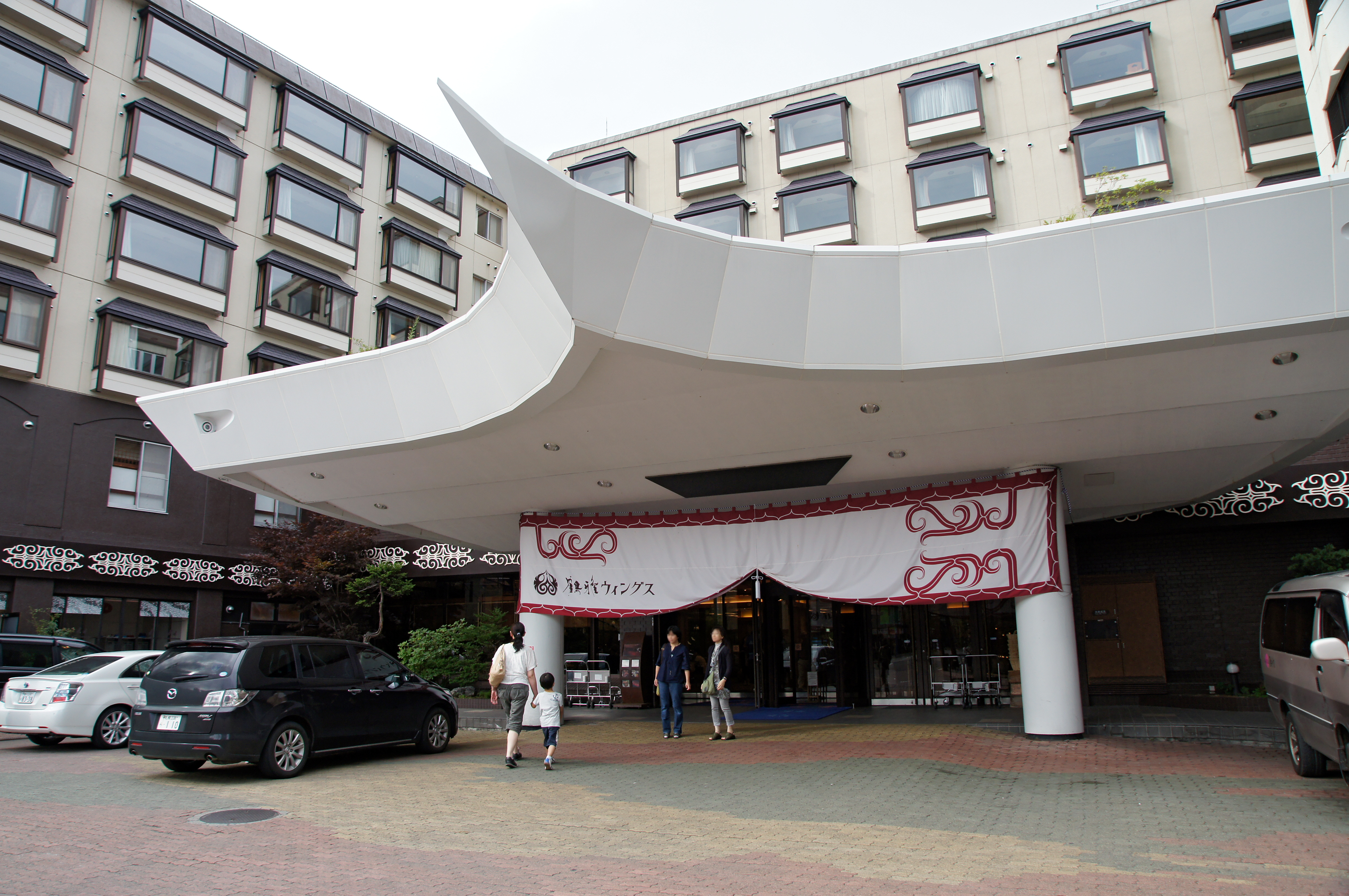
あかん遊久の里 鶴雅
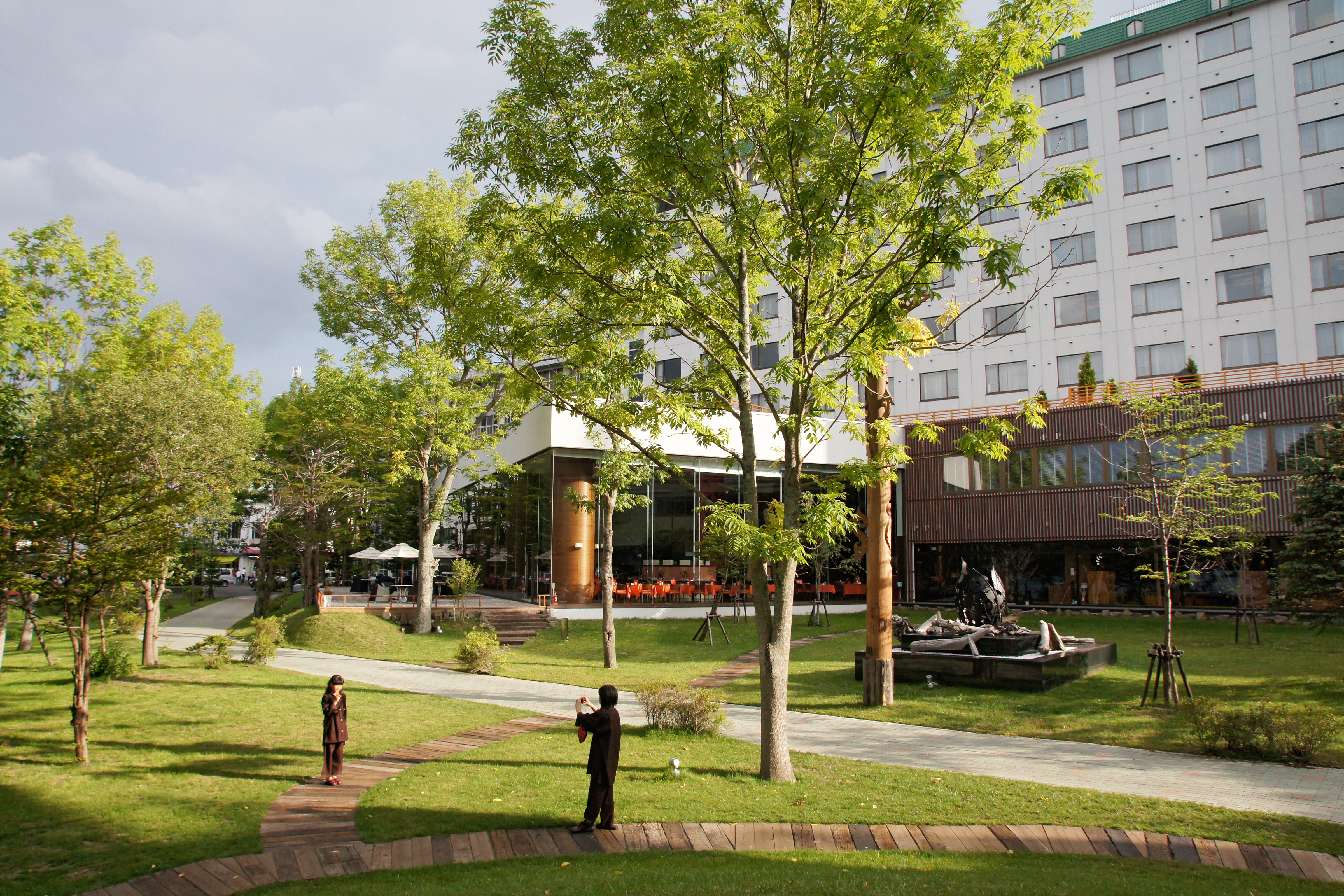
あかん湖 鶴雅ウィングス
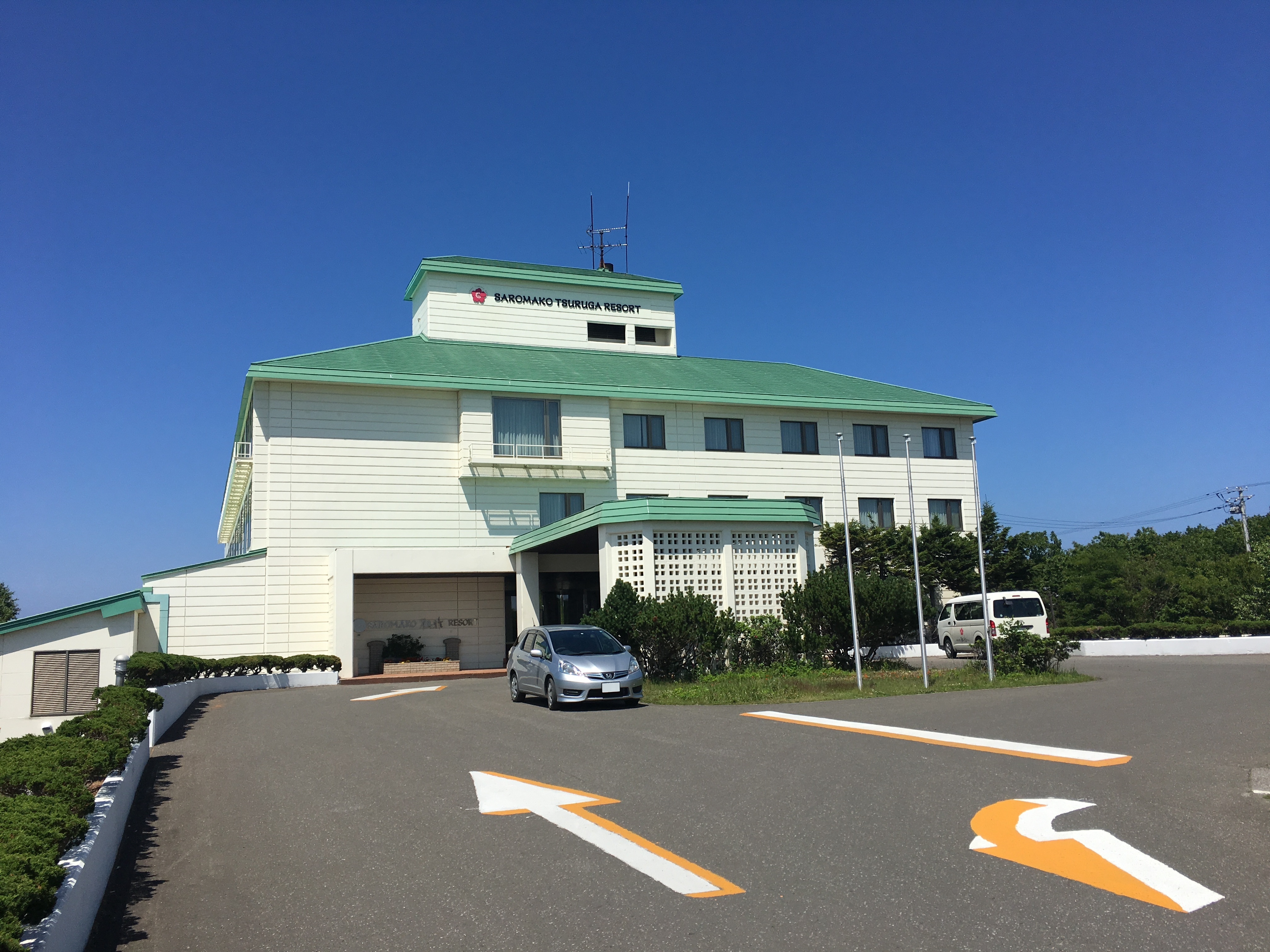
サロマ湖鶴雅リゾート
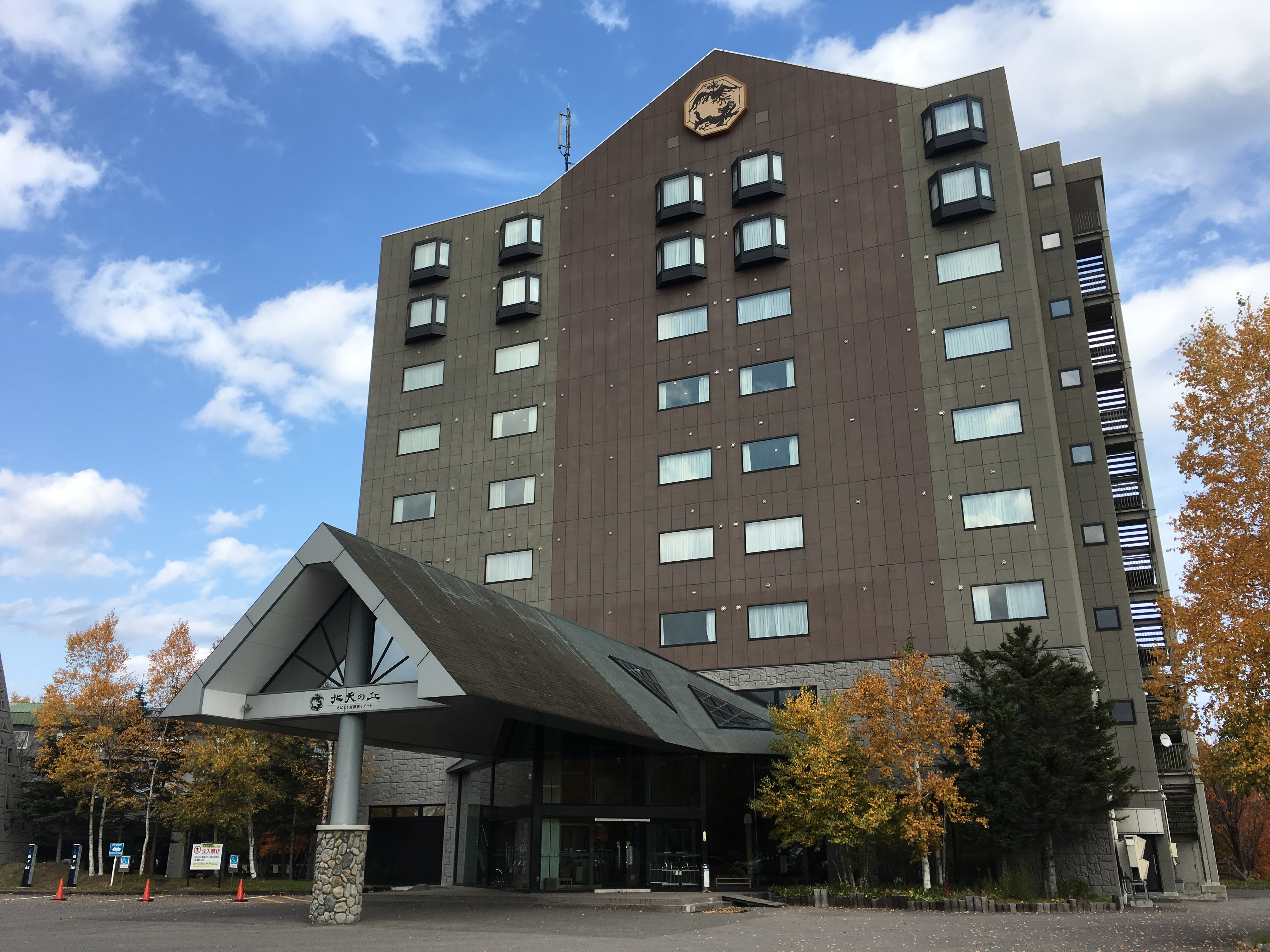
北天の丘 あばしり湖鶴雅リゾート

#### 新聞記事
1. ↑  “鶴雅、道南初のリゾート 大沼にきょう開業” (日本語). 北海道新聞. どうしんウェブ／電子版（経済） (北海道新聞社). (2016年8月10日).  オリジナルの2016年8月11日時点におけるアーカイブ。 2016年8月11日閲覧。

## 参考資料
- “鶴雅50年のあゆみ 〜「鶴雅創業五十周年記念誌・道の記」より”. 鶴雅グループ. 2016年11月2日閲覧。
- “株式会社阿寒グランドホテル（釧路市）” (PDF). “魅力ある宿づくり”に挑戦する旅館群.  北海道経済産業局 (2010年). 2016年11月2日閲覧。
- “ホテル再生の次に目指すは、地域活性とブランド化だ！”.   ビッグライフ社 (2013年10月12日). 2016年11月2日閲覧。
- “どん底から日本一へ。旅館再生に見る経営のヒント”.   ビッグライフ社 (2013年10月23日). 2016年11月2日閲覧。